# Sidi Ameur (El Bayadh)
Sidi Ameur (în arabă سيدي عامر) este o comună din provincia El Bayadh, Algeria.
Populația comunei este de 3.634 de locuitori (2008).